# Ґданськ (струмок)
Ґданськ (пол. Gdansk) — струмок в Україні у Кременецькому районі Тернопільської області. Правий доплив річки Ікви (басейн Дніпра).

## Опис
Довжина струмка приблизно 5,71 км, найкоротша відстань між витоком і гирлом — 4,94  км, коефіцієнт звивистості річки — 1,16 . Формується декількома струмками.

## Розташування
Бере початок на у селі Розтоки. Тече переважно на північний схід через урочище Гряда і на південній околиці села Борщівки впадає у річку Ікву, праву притоку річки Стиру.

## Цікаві факти
- На струмку існує декілька природних джерел та газових свердловин[3].